# Liste des gouverneurs actuels des provinces afghanes
Cette page dresse la liste des dirigeants actuels des 34 provinces de l’Afghanistan.

## Gouverneurs des provinces
| Province   | Nom                          | Depuis (le)       |
| ---------- | ---------------------------- | ----------------- |
| Badakhchan | Ahmad Faisal Begzad          | 26 octobre 2015   |
| Badghis    | Taher Sabri                  | Septembre 2012    |
| Baghlan    | Sultan Mohammad Ebadi        | Septembre 2012    |
| Balkh      | Atta Mohammed Noor           | 2004              |
| Bamiyan    | Mohammad Tahir Zahir         | 2015              |
| Deykandi   | Masooma Muradi               | Juin 2015         |
| Djozdjan   | Mohammad Hashim Zare         | 2008              |
| Farah      | Mohammad Arif Shah Jahan     | Mars 2017         |
| Faryab     | Mohammadullah Batash         | Septembre 2012    |
| Ghazni     | Musa Khan                    | 16 mai 2010       |
| Ghor       | Seema Joyenda                | 2015              |
| Helmand    | Hayatullah Hayat             | 7 avril 2016      |
| Hérat      | Daoud Saba                   | 3 septembre 2010  |
| Kaboul     | Abduljabbar Taqwa            | Septembre 2012    |
| Kandahar   | Tooryalaï Wesa               | 19 décembre 2008  |
| Kapisa     | Mehrabuddin Safi             | 21 mai 2011       |
| Khost      | Hakam Khan Habibi            | 2015              |
| Kounar     | Wahidullah Kalimzai          | 2015              |
| Kondoz     | Asadoullah Omarkhel          | 9 février 2016    |
| Laghman    | Abdul Jabbar Naeemi          | 8 juin 2015       |
| Logar      | Halim Fedayi                 | 2015              |
| Nangarhar  | Mohammad Goulab Mangal       | 22 octobre 2016   |
| Nimroz     | Mohammad Samioullah          | 2015              |
| Nouristan  | Tamim Nuristani              | 4 septembre 2011  |
| Orozgan    | Mohammad Omar Sherzad        | 1er décembre 2010 |
| Paktika    | Ilyas Wahdat                 | 2016              |
| Paktiya    | Zalmai Wesa                  | 2016              |
| Pandjchir  | Keramuddin Keram             | 4 mars 2010       |
| Parwan     | Général Abdul Baseer Salangi | 2008/2009         |
| Samangan   | Khairullah Anosh             | 13 avril 2010     |
| Sar-e-Pol  | Sayed Anwar Rahmati          | 25 mai 2010       |
| Takhar     | Général Ahmad Beig           | Septembre 2012    |
| Wardak     | ...                          | Avril 2016        |
| Zaboul     | Mohammad Ashraf Naseri       | Mars 2009         |

## Note(s)
1. ↑  Précédemment de 2005 à 2008.